# Shigeo Onoue
Shigeo Onoue (尾上 恵生 Onoue Shigeo?,  nacido el 15 de julio de 1976 en Hiroshima) es un exfutbolista japonés. Jugaba de delantero y su último club fue el Mito HollyHock de Japón.

## Trayectoria

### Clubes
| Club           | País  | Año         |
| -------------- | ----- | ----------- |
| Mito HollyHock | Japón | 1999 - 2000 |